# آسيا أرجينتو
أريا آسيا ماريا فيتوريا روسا أرجينتو (بالإيطالية: Aria Asia Maria Vittoria Rossa Argento)‏ وهي ممثلة ومغنية وعارضة أزياء ومخرجة إيطالية ولدت في يوم 20 سبتمبر 1975 في مدينة روما عاصمة إيطاليا والدتها هي الممثلة داريا نيكولدي ووالدها هو الممثل داريو أرجنتو. عملت في حملة مي تو المناهضة للتحرش الجنسي بعد إتهامها لهارفي وينشتاين بقيامه بالاعتداء جنسياً عليها، في وقت لاحق إتهمها الممثل جيمي بينيت بقيامها بالتحرش به جنسياً في سنة 2013 عندما كان يبلغ ال17 من العمر مما أدى لدفعها مبلغ 380 ألف دولار أمريكي لأجل صمته، قامت لجنة إكس فاكتور من النسخة الإيطالية بإستبعادها من لجنة التحكيم بعد هذه القضية.

## وصلات خارجية
- آسيا أرجينتو على موقع IMDb (الإنجليزية)
- آسيا أرجينتو على موقع ميتاكريتيك (الإنجليزية)
- آسيا أرجينتو على موقع روتن توميتوز (الإنجليزية)
- آسيا أرجينتو على موقع قاعدة بيانات الأفلام العربية
- آسيا أرجينتو على موقع ألو سيني (الفرنسية)
- آسيا أرجينتو على موقع ميوزك برينز (الإنجليزية)
- آسيا أرجينتو على موقع رولينغ ستون (الإنجليزية)
- آسيا أرجينتو على موقع تيرنر كلاسيك موفيز (الإنجليزية)
- آسيا أرجينتو على موقع أول موفي (الإنجليزية)
- آسيا أرجينتو على موقع قاعدة بيانات الأفلام السويدية (السويدية)